# 南眞二
南眞二（みなみ しんじ、1948年1月 - ）は、日本の行政学者。新潟大学教授。博士（法学）（神戸大学、1999年）。兵庫県神戸市生まれ。

## 略歴

### 学歴
- 1971年 - 神戸大学法学部卒業
- 1998年 - 神戸大学大学院法学研究科博士課程満期退学

### 職歴
- 1972年 - 兵庫県庁職員
- 2000年 - 奈良県立商科大学商学部助教授
- 2001年 - 奈良県立大学地域創造学部助教授
- 2005年 - 新潟大学法学部教授

#### 学外における役職
- 新潟市環境審議会委員

## 著書
（単著）
- 『自然環境保全・創造法制ー持続可能な開発のための提案』（北樹出版、2002）

（共著・論文）
・多数